# Medonet

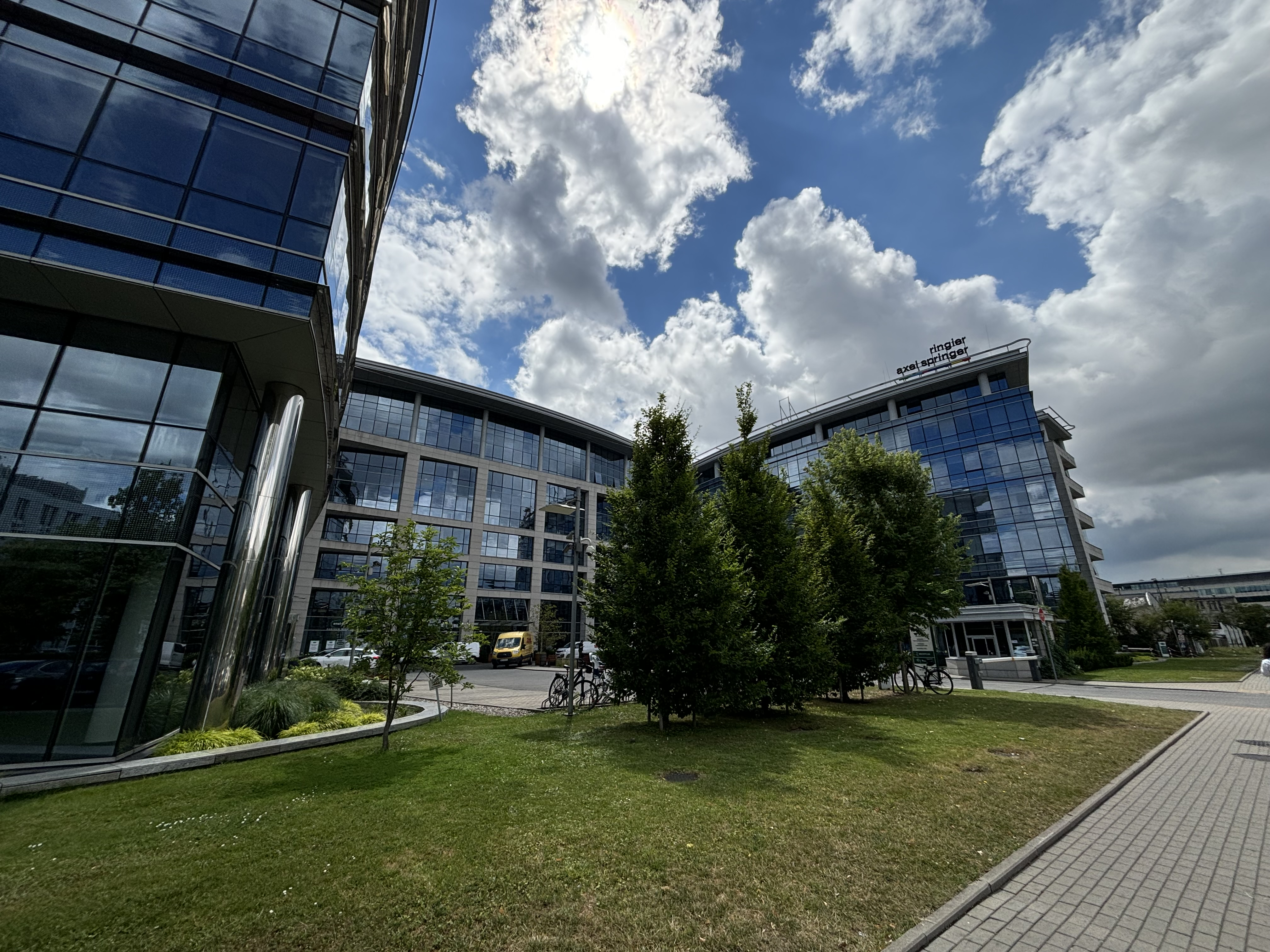
Siedziba Medonet w Warszawie znajduje się w budynku Ringier Axel Springer Polska przy ulicy Domaniewskiej 49; 02-672 Warszawa

Medonet – ogólnopolski serwis internetowy poświęcony zdrowiu, medycynie i zdrowemu stylowi życia. Serwis skupia się na edukacji zdrowotnej czytelników, publikując treści oparte na badaniach naukowych oraz wypowiedziach lekarzy i ekspertów. Założony w 2010 roku. Hasło przewodnie serwisu to „Zdrowie w Twoich rękach”.
Redaktorką naczelną portalu jest dr Anna Zimny Zając. Właścicielem serwisu Medonet jest Ringier Axel Springer Polska należąca do Axel Springer SE i Ringier AG. Serwis korzysta z e-platformy wydawniczej Ring Publishing.

## Zawartość serwisu
Zawartość portalu jest przygotowywana przez dziennikarzy medycznych, członków Stowarzyszenia Dziennikarze dla Zdrowia, a także przez lekarzy i specjalistów medycznych. Serwis współpracuje z polskimi towarzystwami medycznymi, fundacjami oraz organizacjami działającymi na rzecz pacjentów[.
Portal dostarcza informacji na temat chorób, profilaktyki, leczenia, porad lekarskich oraz baz danych o placówkach medycznych i uzależnieniach. Użytkownicy mogą korzystać z narzędzi takich jak kalkulatory zdrowotne, leksykony chorób, badań i leków, a także z „Symptom Checkera” służącego do wstępnego rozpoznawania dolegliwości.
Medonet współpracuje z serwisami telemedycznymi, w tym haloDoctor.pl, umożliwiającym konsultacje lekarskie, wystawianie e-recept oraz zwolnień lekarskich, oraz z serwisem internetowym Kliniki.pl, pomagającym w umawianiu terminów zabiegów i operacji.
Portal wykorzystuje model dziennikarstwa wyjaśniającego (ang. explanatory journalism), koncentrując się na przystępnym przedstawianiu zagadnień medycznych i zdrowotnych. Organizuje również akcje prozdrowotne, takie jak Narodowy Test Zdrowia Polaków (2020 i 2021), kampanię Uwaga! Cichy złodziej kości oraz akcję Podziel się życiem. W dziale wideo znajdują się programy tematyczne, m.in. Sprawdzam, Gość Medonetu, Czas na zdrowie, Gorący dyżur oraz „Zdrowie Rano” realizowane we współpracy z Onet. Od lipca 2021 roku redakcja współpracuje również przy wydawaniu kwartalnika „Newsweek Zdrowie”.

## Kluczowe produkty

### Badania
Medonet prowadzi szereg badań, których wyniki są publikowane w międzynarodowych, recenzowanych czasopismach, takich jak „Vaccines”, „Nutrients” i „International Journal of Environmental Research and Public Health”. Należą do nich: 
- Narodowy Test Zdrowia Polaków – coroczne badanie realizowane przez Medonet od 2020 roku, mające na celu ocenę stanu zdrowia Polaków. Każda edycja kończy się raportem, który zawiera dane dotyczące chorobowości, profilaktyki zdrowotnej, stylu życia oraz korzystania z opieki zdrowotnej. W 2023 roku w teście wzięło udział ponad 200 tys. internautów, a średni Indeks Zdrowia Polaków wyniósł 63,6%, co stanowi wzrost w porównaniu do lat poprzednich[27][28][29].
- Narodowy Test Żywienia Polaków – szeroko zakrojone badania prowadzone przez Medonet od 2022 roku, mające na celu zgromadzenie danych na temat nawyków i postaw żywieniowych w Polsce. Celem inicjatywy jest uwrażliwienie na wpływ diety na zdrowie i długość życia oraz zachęcenie do wprowadzania korzystnych zmian w codziennym odżywianiu. W edycji z 2023 roku udział wzięło ponad 150 tysięcy użytkowników platformy[30][31][32].
- Narodowy Test Zdrowej Skóry – szeroko zakrojone badania prowadzone od 2023 roku, zbierające dane na temat tego, jak Polacy dbają o swoją skórę. W 2023 roku wzięło w nim udział ponad 30 tysięcy Polek i Polaków[33].

### Podcasty
- Anatomia śmierci – autorski podcast dziennikarki Agnieszki Mazur-Puchały. Program ten porusza tematy związane z psychologią i fizjologią odchodzenia, oferując słuchaczom głębsze zrozumienie procesów związanych z umieraniem oraz emocjonalnych aspektów tego doświadczenia[34].
- Zdrowotok – podcast i videocast Medonetu, w którym znani goście dzielą się doświadczeniami związanymi ze zdrowiem. Program porusza tematy takie jak dieta, profilaktyka, sport, zdrowy styl życia, psychologia i ekologia, łącząc praktyczne porady z osobistymi historiami[35].

### Wideo
Serwis oferuje różnorodne formaty wideo związane z medycyną, takie jak:
- Sprawdzam! – program popularyzatorski, który podejmuje temat mitów i fake newsów dotyczących zdrowia[22].
- Gość Medonetu – wywiady z ekspertami w dziedzinie zdrowia i medycyny, którzy dzielą się swoją wiedzą i doświadczeniem na temat aktualnych zagadnień zdrowotnych[36].
- Niesamowite ciało – seria wideo dostępna na portalu Medonet, która odkrywa tajemnice ludzkiego ciała, omawiając jego funkcjonowanie oraz niezwykłe zjawiska związane z anatomią i fizjologią[37].

### Kampanie społeczne
- Kochaj siebie. Dla zdrowia – kampania społeczna zainicjowana 14 lutego 2022 roku przez Medonet, Onet oraz UN Global Compact Network Poland, mająca na celu promowanie zdrowego stylu życia i profilaktyki zdrowotnej wśród Polaków. W ramach akcji zachęcano do dbania o zdrowie fizyczne i psychiczne, zdrowe nawyki żywieniowe oraz regularne badania kontrolne. Ambasadorami kampanii byli m.in. Katarzyna Zielińska, Vienio i Michał Figurski[38][39][40].

## Misja Medonetu
Misją redakcji Medonetu jest wspieranie zdrowia Polaków poprzez popularyzację wiedzy medycznej opartej na badaniach naukowych oraz dostarczanie aktualnych informacji z zakresu medycyny i zdrowego stylu życia. W realizacji tej misji portal: 
- publikuje porady lekarzy i ekspertów medycznych[2],
- opisuje współczesne problemy zdrowotne[8],
- podkreśla znaczenie profilaktyki chorób[8],
- oferuje rozwiązania technologiczne umożliwiające monitorowanie stanu zdrowia oraz ułatwiające dostęp do lekarzy i placówek medycznych[3].

## Medycyna oparta na faktach i dowodach
Medonet stosuje oznaczenie „Sprawdzona treść” jako narzędzie zapewniające wysoką jakość publikowanych materiałów. Oznaczenie to wskazuje, że dany artykuł został opracowany przez dziennikarza medycznego i zweryfikowany przez lekarza lub napisany bezpośrednio przez specjalistę medycznego. Za działania na rzecz rzetelności informacji portal został wyróżniony w 2021 roku honorowym tytułem Wielkiego Edukatora, przyznany przez Stowarzyszenie Dziennikarze dla Zdrowia.
Publikowane treści są przygotowywane lub weryfikowane przez osoby z wykształceniem medycznym oraz ekspertów z dziedziny zdrowia. Proces redakcyjny opiera się na zasadach medycyny opartej na faktach (Evidence-Based Medicine, EBM) oraz na wytycznych opracowanych przez towarzystwa medyczne i instytucje naukowe.

## Certyfikaty
Medonet został wyróżniony za dostarczanie rzetelnych i wiarygodnych informacji zdrowotnych, zgodnych z międzynarodowymi standardami jakości. W 2020 roku portal otrzymał certyfikat HONcode, przyznawany przez organizację Health On the Net, który potwierdza przestrzeganie zasad dotyczących przejrzystości i wiarygodności treści.
W 2023 roku Medonet zdobył także certyfikat @TRUST, nadany przez American Accreditation Commission International (AACI). AACI, będąca jedną z wiodących organizacji w zakresie akredytacji opieki zdrowotnej i certyfikacji klinicznej, doceniła portal za zgodność z wysokimi standardami informacyjnymi i etycznymi.

## Krytyka
Pomimo misji szerzenia „obiektywnych i godnych zaufania treści” z zakresu medycyny, portal publikuje również artykuły, w których opisywane są metody pseudonaukowe lub których efektywność jest słabo udokumentowana. Przykładem wspomnianych metod jest chiropraktyka, która w rzeczywistości badana była głównie w kontekście terapii przewlekłego lub ostrego bólu krzyża. Wyniki badań nie pozwoliły na wyciągnięcie jasnych wniosków na temat skuteczności techniki – w najlepszym razie jest efektywna w podobnym lub mniejszym stopniu jak inne metody, a być może za obserwowany efekt leczniczy odpowiada głównie działanie placebo, naturalna remisja lub zmniejszenie wrażliwości na ból. W wypadku innych dolegliwości, nie ma wystarczającej ilości badań, by określić czy chiropraktyka jest efektywna. Należy odnotować, że wskazany artykuł oznaczony został przez redakcję Medonet jako „sprawdzona treść” – a więc „zgodny z aktualną wiedzą medyczną”. W ten sam sposób oznaczony jest artykuł o klawiterapii (metoda przypominająca bezinwazyjną akupunkturę), nad którą nie przeprowadzono niemal żadnych badań.
Na portalu znajduje się więcej artykułów, które w niemal bezkrytyczny sposób opisują niepotwierdzone naukowo metody (choć nie zawsze z oznaczeniem „sprawdzona treść”), jak irydologia, refleksologia, homeopatia czy program rozwoju relacji (RDI).

## Nagrody

### 2023
- Ranking Rynku Zdrowia 50 najbardziej wpływowych kobiet w polskiej ochronie zdrowia – na liście znalazła się Anna Zimny-Zając, redaktor naczelna Medonet[68].
- @TRUST – certyfikat @TRUST od AACI America oznaczający, że serwis zdrowotny spełnia Certification Standards for Medical Content Providers[69].

### 2022
- Dziennikarz Medyczny Roku – Anna Zimny-Zając zdobyła nagrodę główną i tytuł Dziennikarza Medycznego Roku. Pierwsze miejsce zajęła Sylwia Stachura, trzecie Joanna Rokicka, a czwarte Adrian Dąbek. Wyróżnienia otrzymały Monika Mikołajska, Tatiana Naklicka oraz Karolina Świdrak[70].

- Kryształowe Pióra – w 2022 roku w konkursie „Kryształowe Pióra” wyróżnienie otrzymała Karolina Świdrak[71].

- Sukces Roku w Ochronie Zdrowia – Liderzy Medycyny – Dr Anna Zimny-Zając została wyróżniona nagrodą w kategorii Lider Roku w obszarze mediów i public relations[72].

### 2021
- Dziennikarz Medyczny Roku – Sylwia Stachura zdobyła wyróżnienie, natomiast Karolina Świdrak i Adrian Dąbek zajęli ex aequo trzecie miejsce. Czwarte miejsce przypadło Agnieszce Mazur-Puchale oraz Paulinie Wójtowicz. Monika Mikołajska została wyróżniona, a Anna Zimny-Zając uhonorowana honorowym tytułem Edukatora Zdrowia[73]
- Lider Edukacji dla Zdrowia – portal Medonet został wyróżniony tytułem Lidera Edukacji dla Zdrowia[74]

- Kryszałtowe Pióra – dziennikarze Medonetu zostają nagrodzeni w konkursie Kryształowe Pióra: Monika Mikołajska (wyróżnienie), Magda Ważna (wyróżnienie), Anna Zimny-Zając (wyróżnienie)[75].

- INMA Global Media Awards – serwis Medonet wyróżniony nagrodą honorową w kategorii „Najlepszy pomysł na zwiększenie zaangażowania czytelników” za Narodowy Test Zdrowia Polaków 2021[2].

### 2020
- Dziennikarz Medyczny Roku – pierwsze miejsce zdobyła Anna Zimny-Zając, redaktor naczelna Medonetu. Drugie miejsce ex aequo przyznano dziennikarkom Magdzie Ważnej i Sylwii Stachurze, natomiast czwarte miejsce zajęła Karolina Świdrak. Wyróżnienie otrzymała także Monika Mikołajska z Medonetu. Nagrodę specjalną w Konkursie na Dziennikarza Medycznego Roku 2020 zdobyła Aleksandra Lipiec za cykl artykułów poświęconych macierzyństwu[76].
- Honorowy tytuł Mistrza Internetowego Przekazu – w 2020 roku w konkursie „Dziennikarz Medyczny Roku 2020” portal Medonet został uhonorowany honorowym tytułem Mistrza Internetowego Przekazu[2].
- Kryształowe Pióra – w konkursie Kryształowe Pióra wyróżnienia otrzymały Sylwia Stachura oraz Anna Zimny-Zając[77]
- Popularyzator Nauki – portal Medonet finalistą konkursu Popularyzator Nauki w kategorii Media[78]

### 2019
- Dziennikarz Medyczny Roku – w 2019 roku w konkursie Dziennikarz Medyczny Roku Magda Ważna oraz Aleksandra Lipiec zajęły ex aequo drugie miejsce w kategorii Internet. Portal Medonet został dodatkowo uhonorowany honorowym tytułem Wielkiego Edukatora[79][2].
- Ambasador czystego powietrza – serwis Medonet został uhonorowany tytułem „Ambasador czystego powietrza” przez Stowarzyszenie Dziennikarze dla Zdrowia. Dodatkowo Anna Zimny-Zając otrzymała ten sam tytuł w kategorii publikacji internetowych za artykuł „Każdego roku zabija po cichu 45 tysięcy Polaków”[2].

### 2016
- Kryształowe Pióra – w 2016 roku Włodzimierz Szczepański i Ewelina Potocka zdobyli pierwsze miejsca w konkursie Kryształowe Pióra[80].
- Sukces Roku w Ochronie Zdrowia – Liderzy Medycyny – portal Medonet został także wyróżniony tytułem Lider Roku 2016 w Ochronie Zdrowia w kategorii media i public relations w ramach konkursu Sukces Roku w Ochronie Zdrowia – Liderzy Medycyny[80].

## Historia

### 2024
- Karolina Gomoła, dziennikarka Medonetu, została laureatką głównej nagrody w II edycji konkursu SUPERneuron, organizowanego przez Polskie Towarzystwo Neurologiczne[81].
- 20 listopada 2024 roku odbył się pierwszy Kongres Zdrowia Medonet, podczas którego wręczono nagrody Medonet Awards. Wyróżniono liderów, firmy, instytucje i inicjatywy, które dzięki innowacyjności i szerokiemu zasięgowi wniosły istotny wkład w poprawę zdrowia pacjentów i jakości opieki medycznej. Nagrody zostały przyznane w siedmiu kategoriach: Działanie na rzecz pacjentów, Innowacja zdrowotna, Lider ochrony zdrowia, Usługa zdrowotna, Wellbeing Creator, Najzdrowsze województwo oraz Grand Prix 2024[82][83].

### 2023
- Medonet pierwszym i jedynym polskim serwisem, który zdobył prestiżowy certyfikat @TRUST, przyznawany przez Accreditation Committee of the AACI America[43].
- Medonet uruchamia nowy serwis Medonet Dziecko[84] .
- Z początkiem 2023 roku portal Medonet.pl uruchomił usługę „Mój Medonet”, umożliwiającą użytkownikom założenie darmowego konta, które po zalogowaniu pozwala m.in. stworzyć swój indywidualny profil zdrowia[85].

### 2022
- Medonet udostępnia nowe narzędzie, Shen.AI, które w 60 sekund oceni ryzyko chorób serca i układu krążenia[86].
- Medonet i Helfio uruchamiają pierwszą w Polsce aplikację mobilną, która łączy w sobie dane o stanie zdrowia oraz styl życia, Helfio[87].
- Medonet i Onet wraz z UN Global Compact Network Poland 14 lutego zainicjowały kampanię społeczną „Kochaj siebie. Dla zdrowia”. Twarzami akcji: Katarzyna Zielińska, Vienio i Michał Figurski[88][89].
- Nowy podcast Medonetu - “Reset” - o tym, jak wspomóc i zadbać o sprawność psychosomatyczną[90].
- W marcu 2022 roku uruchomiono subdomenę Medonet Uroda[41].

### 2021
- Od 1 sierpnia 2021 roku Diana Żochowska przejmuje funkcję head of Medonet.pl[91].
- Ukazuje się pierwsze wydanie kwartalnika „Newsweek Zdrowie” stworzone we współpracy z serwisem Medonet.pl[92].
- Medonet udostępnia narzędzie do wstępnego rozpoznawania dolegliwości Symptom Checker (wyrób medyczny start-upu Infermedica)[93]
- Poszerzenie oferty portalu o bazę prywatnych klinik medycznych i estetycznych Kliniki.pl[94]
- Narodowy Test Zdrowia Polaków 2021 został wyróżniony nagrodą honorową w kategorii „Najlepszy pomysł na zwiększenie zaangażowania czytelników” przez International News Media Association (INMA) w konkursie Global Media Awards[95].
- W marcu 2021 roku powstała subdomena Medonet Żywienie, która koncentruje się na tematyce związanej z dietami, zasadami zdrowego odżywiania oraz odchudzaniem[41].

### 2020
- Medonet jest patronem medialnym filmu animowanego „Funky Casimir” o Kazimierzu Funku – polskim naukowcu, odkrywcy pierwszej witaminy[96].
- Ringier Axel Springer Polska, właściciel Medonetu, nawiązał wyłączną współpracę z platformą telemedyczną haloDoctor.pl, dzięki czemu jej funkcje zostały zintegrowane z serwisami wydawcy, w tym z Medonet.pl.[97].
- Medonet wprowadza dwustopniowy system weryfikacji treści, nowy layout i narzędzia[98].

### 2019
- 1 grudnia 2019 r. redaktorką naczelną została dr Anna Zimny-Zając[98].

### 2015
- Medonet.pl dostępny w wersji responsywnej w mobile (RWD), cały serwis gruntownie przebudowany[99].

### 2012
- Rusza interaktywny program Medonetu „Gorący dyżur”[100].

### 2010
- 12 lutego 2010 Grupa Onet.pl uruchomiła serwis medyczny MedOnet.pl[1][101].

## Partnerzy portalu
Wśród partnerów portalu znajdują się m.in.:
- Collegium Medicum Uniwersytetu Jagiellońskiego
- Polskie Towarzystwo Kardiologiczne
- Polskie Towarzystwo Onkologiczne
- Polskie Towarzystwo Diabetologiczne
- Polskie Towarzystwo Ginekologów i Położników
- Polskie Towarzystwo Stomatologiczne[102][3][2]

## Statystyki i cytowalność
W lipcu 2024 roku Medonet został uznany za najważniejsze źródło informacji zdrowotnych w Polsce, osiągając 6,4 miliona użytkowników według badania Mediapanel (Gemius/PBI) i utrzymując przewagę 2,6 miliona użytkowników nad kolejnym serwisem w rankingu. Portal wyróżnia się również opiniotwórczością – w czerwcu 2024 roku jego publikacje cytowano 50 razy, co zapewniło mu pierwsze miejsce wśród najczęściej cytowanych serwisów zdrowotnych w kraju.
W lutym 2023 roku serwis odwiedziło blisko 11 milionów użytkowników, co czyni go jednym z najpopularniejszych portali w Polsce w kategorii „Zdrowie i medycyna”. Zgodnie z danymi Gemius/PBI, w sierpniu 2020 roku portal zanotował 8 milionów realnych użytkowników (RU) i 41 milionów odsłon. Medonet jest również uznawany jako jeden z największych na świecie komercyjnych serwisów zdrowotnych. Według raportu Instytutu Monitorowania Mediów, należy do najczęściej cytowanych w polskich mediach o tematyce zdrowotnej. 
1. ↑  Szukane frazy: „clavitherapy” lub „clavicle therapy” w GoogleScholar i MEDLINE (stan na 15.07.2021).